# Vương Thụ
Vương Thụ (Tiếng Trung: 王 澍, sinh ngày 04 tháng 11 năm 1963) là một kiến trúc sư Trung Quốc làm việc tại Hàng Châu, tỉnh Chiết Giang. Ông là hiệu trưởng của Trường Kiến trúc của Học viện Nghệ thuật Trung Quốc. Vào năm 2012, Vương Thụu đã trở thành công dân Trung Quốc đầu tiên giành chiến thắng giải Pritzker, giải thưởng cao nhất của thế giới trong lĩnh vực kiến trúc.

## Tiểu sử
Vương Thụ sinh ngày 04 tháng 11 năm 1963 ở Ürümqi, thủ phủ khu tự trị Duy Ngô Nhĩ Tân Cương của Trung Quốc. Ông bắt đầu vẽ và lúc còn trẻ, mà không có bất kỳ đào tạo chính thức trong nghệ thuật. 
Một sự thỏa hiệp giữa nghệ thuật, niềm đam mê của mình, và kỹ thuật, và lời khuyên của cha mẹ, Vương Thụ đã chọn theo học kiến trúc tại Học viện Công nghệ Nam Kinh (nay là Đại học Đông Nam) tại Nam Kinh, tỉnh Giang Tô và nhận được bằng cử nhân vào năm 1985 và bằng thạc sĩ trong năm 1988.
Mặc dù Vương Thụ sinh sống ở Bắc Kinh trong thời kỳ niên thiếu, sau khi học đại học, ông đã chọn sinh sống ở Hàng Châu vì ở đây có cảnh quan thiên nhiên của thành phố và các truyền thống cổ xưa của nghệ thuật. Ông làm việc cho Học viện Mỹ thuật Chiết Giang (nay là Học viện Nghệ thuật Trung Quốc) và năm 1990 hoàn thành dự án đầu tiên kiến trúc của mình, một trung tâm thanh niên ở thành phố nhỏ của Hải Ninh gần Hàng Châu.